# Antje Rehaag
Antje Rehaag (* 1. August 1965 in Hofheim am Taunus) ist eine ehemalige deutsche Ruderin, die 1994 Weltmeisterin mit dem Achter war.

## Karriere
Antje Rehaag startete für den Heidelberger Ruderklub, sie begann in Skullbooten. 1986 belegte sie zusammen mit Heike Grunert den zweiten Platz bei den deutschen Meisterschaften im Doppelzweier; 1989 gewann sie zusammen mit Martina Kubicki den Titel in dieser Bootsklasse. 1988, 1989 und 1990 gewann Antje Rehaag dreimal die deutsche Meisterschaft im Doppelvierer. Bei den Ruder-Weltmeisterschaften 1990 belegte sie mit dem Doppelvierer den vierten Platz.
1993 war Antje Rehaag wieder in der deutschen Nationalmannschaft, jetzt als Riemenruderin. Sie gewann 1993 die deutschen Meisterschaften im Achter und zusammen mit Andrea Klapheck im Zweier ohne Steuerfrau. Bei den Ruder-Weltmeisterschaften 1993 gewann Rehaag im Achter die Bronzemedaille. Noch erfolgreicher war der deutsche Achter in der Saison 1994. Bei den Weltmeisterschaften in Indianapolis siegte das Boot in der Besetzung Kathrin Haacker, Antje Rehaag, Andrea Klapheck, Dana Pyritz, Doreen Martin, Micaela Schmidt, Stefani Werremeier, Ute Wagner und Steuerfrau Doreen Schnell. 1995 und 1996 gewann Rehaag zwei weitere deutsche Meistertitel mit dem Achter. Bei den Ruder-Weltmeisterschaften 1995 belegte der deutsche Achter den vierten Platz. Zum Abschluss ihrer Karriere nahm Antje Rehaag an den Olympischen Spielen 1996 in Atlanta teil und belegte dort mit dem deutschen Achter den achten Platz.
Antje Rehaag heiratete den niederländischen Ruder-Olympiasieger Ronald Florijn. Beider Kinder Karolien Florijn und Finn Florijn ruderten ebenfalls bei Olympischen Spielen.